# Rio da Água Grande
O Rio da Água Grande é um curso de água do arquipélago de São Tomé e Príncipe, localizado no distrito de Mé-Zóchi, ilha de São Tomé. Este curso de água corre para Este até encontrar o mar na Baía de Ana Chaves, junto à capital, a cidade de São Tomé.